# Rogelio Fernández Güell
Rogelio Fernández Güell (San José, 4 de mayo de 1883-Buenos Aires, 15 de marzo de 1918) fue un político, escritor, poeta y periodista costarricense.

## Biografía

### Primeros años
Sus antepasados eran españoles y cubanos. Era descendiente de la familia que Juan Fernández del Val fundó en Costa Rica en 1796.
Cuando él nació, su padre –Federico Fernández Oreamuno– era el gobernador de San José y su tío –Próspero Fernández Oreamuno,– el presidente de la República. Estudió la primaria en la Escuela Anexa al Liceo de Costa Rica; la secundaria en el propio Liceo. Rogelio Fernández leyó todos los libros en la biblioteca de su padre, que contenía los más famosos autores franceses, como Victor Hugo, Alphonse de Lamartine y François-René de Chateaubriand. Aprendió de memoria centenares de pasajes y aforismos de Don Quijote de la Mancha, que recitaba cada vez que tenía oportunidad. Incluso en los artículos periodísticos que escribió posteriormente, aparecen trazos del pensamiento de Miguel de Cervantes.
Era primo del economista e historiador costarricense Tomás Soley Güell (1875-1943).

### Carrera
Su carácter retraído lo hizo abandonar la secundaria. En 1901, Rafael Iglesias Castro era el presidente de Costa Rica. Representaba a la oligarquía cafetalera y sufría una gran pérdida de popularidad: la caída de los precios del café, más el aumento de la deuda pública y la construcción del ferrocarril al Pacífico, eran los causantes de una fuerte crisis económica. Todos querían la expulsión del mandatario. Por aquel entonces, apareció uno de los primeros artículos de Fernández Güell, firmado con el seudónimo «Sansón Carrasco» –célebre personaje del Don Quijote. El artículo se llamó «Los quijotes de mi tierra» y apareció en el periódico El Tiempo. Ridiculizaba a varios políticos que estaban en la palestra nacional. El resultado de «aquella irreverencia» fue la demanda penal que sufrieron el joven periodista –de apenas 17 años de edad– y el director del diario. Un juez hizo encarcelar a Fernández y a su jefe en la prisión de San José. En lugar de amedrentarse, Rogelio Fernández Güell escribió desde la cárcel de San José una serie de artículos con el título de «Elecciones» –que publicó el diario El Día, de San José,– donde defendía el voto, la libertad de elegir y llamaba al pueblo a participar en las elecciones nacionales, que no fuera apático.

Si un gobernante no escucha la voz del pueblo, es porque este no habla en voz alta.
Rogelio Fernández Güell

A los 20 días quedaron en libertad: la corta edad del redactor había servido como atenuante. De esa manera comenzó su actividad periodística, con artículos y columnas de invariable corte político.
Con el paso de los meses, Fernández Güell fue contratado por el periódico El Derecho, de San José. Sus editoriales y comentarios de fondo están cargados de críticas políticas contra el sistema existente. Fernández firma sus trabajos con el seudónimo de «Pascual». Su manera de ser lo ubicaba entre los grandes polemistas de su época, principalmente cuando se enfrentó en agria discusión dialéctica con su antiguo maestro, el cubano Antonio Zambrano. Este se había burlado de los neorrepublicanos, porque no tenían un candidato presentable a la presidencia de la República. La respuesta de Fernández Güell fue la siguiente:

Hoy nos insulta porque seguimos sus antiguas y sabias enseñanzas; nos llama soñadores, cuando él nos enseñó a soñar con paraísos republicanos y con las blancas estatuas de la libertad; nos dice idealistas, porque –consecuentes con sus doctrinas– rechazamos la indignidad política. ¡Pobre maestro! ¿Qué culpa tenemos nosotros de que usted nos enseñara a despreciar a los que llamaban poetas y locos a los que soñaban con la República verdadera, a los que se sacrificaban en aras de sus principios? Usted nos enseñó a pensar en la libertad; nos inculcó doctrinas sanas; puso en nuestro cerebro las ideas más nobles y levantadas; escuchando sus elocuentes palabras hemos adquirido la luz. ¿Por qué nos combate usted con las mismas armas que usted nos enseñó a despreciar? ¡Ah querido maestro! ¿Por qué se sulfura usted, porque nosotros nos oponemos a que usted manche nuestra bandera, que dicho sea de paso, no es la suya? ¿Es que no tiene argumentos con los cuales combatir y apela para ello al insulto, que muestra tan a las claras la debilidad del que lo profiere? ¿Tenemos nosotros la culpa de ver con profundo dolor su decrepitud espiritual?
Rogelio Fernández Güell

A los 19 años de edad, Rogelio Fernández Güell arremetió contra el poderoso grupo de oligarcas, empresarios y políticos, al publicar un artículo en el que defiende al régimen republicano:

La inteligencia humana concibió un día una forma de gobierno que, matando al despotismo, hiciera a los pueblos soberanos del Estado bajo el cielo limpio y resplandeciente de las leyes. Desde entonces, los hombres de honor y de carácter han venido luchando incesantemente para arrancar una a una partículas de libertad a los tiranos. [...] Bajo el arco luminoso de las leyes, pasan los pueblos sensatos y libres, en el carro del progreso en busca de la felicidad. Esa es la República, ese es el gobierno poderoso e invisible que rige a los ciudadanos, base del bien público, de la dicha de las naciones.
El conjunto de leyes que forma la República no se puede destrozar sin caer en la tiranía. Un artículo no se puede arrancar de la Constitución sin que pierda esta su carácter; como no se puede quitar un brillante de un collar sin que desaparezca el mérito de la obra. Cada ley es un brillante magnífico de esa corona sublime que se llama Constitución y que luce en la cabeza de la libertad.
Rogelio Fernández Güell

Exactamente por eso, Fernández Güell se levantaría contra Federico Tinoco Granados, el dictador que pisoteó a la Constitución del país.
A principios de 1902, tras una serie de artículos suyos criticando la «salvaje costumbre» de batirse en duelo, un tal «licenciado Luis Castro Ureña» lo desafió a un duelo. Fernández aceptó a regañadientes, sabiendo que él no había injuriado a nadie y que todo era una absurda ocurrencia del retador. Se presentan una madrugada, revólver en mano, en La Sabana, un descampado al oeste de la villa de San José. Ambos fallan su respectivo disparo y se perdonan las vidas recíprocamente. Más tarde se convertirían en buenos amigos.
En marzo de 1902, Rogelio Fernández –de 18 años– publicó un libro que contiene el poema «El dolor supremo» y una égloga necrológica ante la muerte del escritor Manuel Argüello Mora.

### Atentado
En abril de 1902, Rogelio Fernández ridiculizó en un artículo periodístico las pretensiones políticas de algunos oficiales del ejército costarricense, y su proverbial falta de valentía para defender con la vida las causas nobles. Los valientes oficiales lo emboscaron una noche en el oscurísimo Parque Central de San José y –con la intención de atrofiarle para siempre su capacidad para escribir,– le propinaron varios sablazos en la mano y el brazo derechos. No lograron su cometido, porque Rogelio Fernández aprendió a escribir con la mano izquierda, y siguió hostigándolos desde el periódico.
El 15 de octubre de 1902 asumió la presidencia el político Ascensión Esquivel Ibarra. Rogelio Fernández se enfrascó en una disputa con el entonces diputado Ricardo Jiménez Oreamuno, acerca de la libertad de prensa y de la pésima presidencia que estaba desarrollando Esquivel. Decepcionado tras este intercambio de cartas publicadas, Pascual (Fernández) se retira de las páginas del diario El Derecho. Se muda a una casa que su padre tiene en el pueblo de Atenas (a 40 km al oeste de San José) para continuar sus estudios de secundaria. Continuó colaboradondo con el diario, enviando artículos y editoriales.
En aquellos tiempos, el periódico El Centinela publicó su oda «A Costa Rica», «El reinado de la fuerza» (un artículo combativo) y «¡Tierra!» (una prosa poética). También, por aquella época, se define admirador de Cristo, Cristóbal Colón, don Quijote de La Mancha y Francisco I. Madero.
En esta época, su familia estaba siendo perseguida por culpa de la política y sus dos hermanos son expulsados de la capital –San José, Costa Rica– y confinados uno a Nicoya y el otro a Golfo Dulce. Por eso Fernández decide marcharse a España.
Un último artículo suyo aparecido en El Centinela, lo intitula «Adiós» y dice entre líneas:

Nunca como ahora, el sentimiento patrio ha despertado en mí con mayor fuerza. Y es que, a medida que se acerca la hora de partir, los afectos me encadenan a la tierra, a la familia, a los amigos, al sepulcro de mis mayores y al teatro de mis luchas. Muy duro es desprenderme de lazos tan estrechos. [...] Al escribir, siempre he tenido ante los ojos la imagen de la Patria. Ella ha inspirado mis frases; ella ha guiado mis pasos y ella, en ocasiones, ha detenido el vuelo de mi pluma.
Rogelio Fernández Güell

### Viaje a Europa
El 16 de enero de 1904, Rogelio Fernández Güell partió en barco desde Puerto Limón hacia España. Viajó por casi todo ese país, lo recorrió de norte a sur y de este a oeste; asistió al teatro en cada ciudad importante en que estuvo. En Madrid conoció al escritor español Benito Pérez Galdós.
Durante su estadía en Madrid generó su más copiosa producción literaria, influenciada por las características modernistas. Poemas como «María Magdalena», «La musa americana», «Desde mi butaca», «El idilio», «Un delirio de José de Espronceda», y dos poemas con mensaje espiritista: «Los albores de la verdad» y «Luz y unión». En Madrid compartió mesas de café con escritores hispanoamericanos.

### México y Estados Unidos
En Barcelona conoció a la que sería su esposa, Rosa Serratocó Soley, con quien se casó el 15 de septiembre de 1906. La familia de la joven no estaba de acuerdo con esa boda. Ese mismo año los recién casados se marcharon a vivir a México.
Utilizando sus influencias, Rogelio Fernández consiguió trabajo en el Observatorio Astronómico de la Ciudad de México. Tiempo después fue nombrado cónsul de México en la ciudad de Baltimore (en Estados Unidos). Se convirtió en un ferviente seguidor del espiritismo. Envió colaboraciones escritas a la revista El Siglo Espírita. Publicó su poema ocultista «La vida eterna»; y luego, «A Felipe Senillosa», un amigo suyo recién fallecido. En 1907 publicó otra composición de corte ocultista titulada «Gritos de angustia», en la que afirma sus creencias en la inmortalidad del alma y en la existencia de un dios único que rige al universo.
En 1907, todavía cónsul en Baltimore, nació su primer hijo, Juan Rogelio. Fernández se introdujo cada vez más en el espiritismo y la masonería. En ese año escribió su obra Psiquis sin velo. El Gobierno mexicano le exigió que se nacionalizara mexicano (y perder así su nacionalidad costarricense); pero Fernández Güell se negó, por lo que tuvo que renunciar al consulado y regresar a México.
El 20 de noviembre de 1910 comenzó la Revolución mexicana. Rogelio Fernández escribió una crónica sobre estos sucesos históricos. Sentía verdadera admiración por el líder Francisco I. Madero –quien se convertiría presidente de ese país.– Rogelio Fernández publicó su ensayo «El moderno Juárez. Estudio sobre la personalidad de don Francisco I. Madero», que primero fue publicado en entregas en el periódico bisemanal El Amigo del Pueblo.
Rogelio Fernández Güell dictó en la Ciudad de México varias conferencias sobre espiritismo y teosofía. Fundó el periódico La Época y la revista filosófica Helios, de la cual fue director en 1912. Además, publicó por entregas en la misma revista, su novela espiritista Lux et umbra. Otras obras suyas que vieron la luz en aquel tiempo fueron: el poema «A Dios»; el ensayo El espiritismo y la magia en las obras de William Shakespeare, de quien se formó un concepto totalmente distinto a los biógrafos del dramaturgo inglés.

Shakespeare llevó a cabo experimentos de psicagogia. Es absolutamente imposible que Shakespeare hubiera escrito el Hamlet, sin conocer las doctrinas de los pitagóricos y los neoplatónicos y sin haber llevado a cabo, personalmente, experiencias de mediumnismo.
Rogelio Fernández Güell

En aquel momento histórico, el presidente Madero nombró a Rogelio Fernández Güell como jefe del Departamento de Publicaciones del Museo Nacional de Arqueología, Historia y Etnología de la Ciudad de México. Después fue nombrado director de la Biblioteca Nacional de México. Fue el primer y último extranjero que dirigió esa biblioteca.
El 22 de febrero de 1913, el embajador estadounidense Henry Lane Wilson hizo que el ministro de Guerra, Victoriano Huerta hiciera asesinar al presidente Francisco I. Madero. Rogelio Fernández y su familia huyeron vía marítima hacia Costa Rica. Fernández perdió propiedades en la Ciudad de México y perdió para siempre varios poemas inéditos, entre ellos «Los Andes y otros poemas», «María» y «Apocalipsis».

### Regreso a Costa Rica
En abril de 1913 –después de más de nueve años de exilio autoimpuesto– Rogelio Fernández arribó con su familia a San José, donde fue recibido por parientes y amigos –entre quienes están Federico Tinoco Granados (quien sería el responsable intelectual de su asesinato en 1918), Máximo Fernández, Isaac Zúñiga Montúfar y otros.– Fue recibido en su casa por su madre en una escena realmente conmovedora. En ese año el presidente de la República era Ricardo Jiménez Oreamuno, que había derrotado a Rafael Iglesias Castro con una mayoría aplastante.
El 26 de mayo de 1913, apenas un mes después de haber regresado a su patria, Fernández Güell dictó en el teatro Variedades una conferencia sobre «psicología trascendental». Quienes lo conocieron en Costa Rica como escritor, poeta y político, tuvieron en esa ocasión de conocerlo en su semblanza mística. Resultó ser el fundador del espiritismo en Costa Rica. En los días siguientes, no pudo seguir ajeno a lo que pasaba en la política y empezó a publicar artículos combativos en el diario El Republicano, bajo las firmas de «Ursus», «Juvenal» «Perseo» y «Viriato». Ataca al candidato de la clase alta, el Dr. Carlos Durán Cartín (del Partido Unión Nacional), en los artículos titulados «Durán médico y Durán político». A su viejo enemigo Rafael Iglesias Castro le dedica todo un ensayo político, al que llama «El déspota de ayer y el candidato de hoy». Redacta otro ensayo biográfico sobre el candidato republicano, titulado «Máximo Fernández Alvarado ante la Historia y ante sus contemporáneos».
Siempre en el periódico El Republicano, Fernández sigue escribiendo artículos combativos como las grandes manifestaciones del Partido Republicano. Continúa redactando bajo seudónimos y sin aceptar ningún tipo de remuneración.
Escribió contra la pena de muerte que se practicaba en Costa Rica, especialmente fomentada por los militares que componían al ejército, y a los que Rogelio Fernández les era tan antipático como su oposición a «matar como castigo».

La pena de muerte es también un signo de atraso en una sociedad. Se dice: es necesaria, es ejemplar, debe aplicarse. ¡No: es cómoda! Porque es más fácil destruir que edificar.
Se dice: es que los criminales natos son incapaces de regeneración. Yo replico: no hay nada que no sea susceptible de progreso. Nosotros mismos quizá pasamos por esos trigos. La educación corrige muchos defectos. Una gota de luz cayendo sin cesar sobre el corazón de un malvado –aunque tenga este la dureza de una roca,– concluye por ablandarle.
Rogelio Fernández Güell

Su amigo Alfredo González Flores asume la presidencia y le ofrece el consulado de Costa Rica en Barcelona (Cataluña). Rogelio Fernández Güell rechaza el ofrecimiento porque está más interesado en trabajar en su país.
En 1914 presenta terminado otro ensayo llamado La clave del Génesis, que trata acerca de la doctrina de los arcanos. Ese mismo año dicta una conferencia en el Centro Catalán de San José, llamada Verdaguer y su obra, que fue recogida en un folleto y con el tiempo será considerado uno de sus mejores ensayos.
El 10 de abril de 1915 aparece en las librerías de San José, el nuevo libro suyo sobre la Revolución Mexicana; sin embargo, no tuvo eco en México, donde se le ignoró quizás por no haber sido escrito por un mexicano. Son 288 páginas, comienza con el anuncio del general Porfirio Díaz de que se postulará a la reelección presidencial, y concluye con el asesinato de su amigo Francisco I. Madero. Le agregó un epílogo en que narró el levantamiento armado de Venustiano Carranza, de Pancho Villa y de Emiliano Zapata contra el asesino Victoriano Huerta.
En esa época nació su segundo hijo: Federico.
Por fin, el presidente González Flores encuentra un puesto idóneo para Rogelio Fernández: la dirección de un nuevo periódico al que llamarán El Imparcial. El objetivo de esta publicación es contrarrestar a otros dos diarios –La Información y La Prensa Libre– que se oponen a las políticas del Gobierno. El Imparcial salió a la luz pública el 1 de septiembre de 1915. El trabajo de Fernández duraría apenas un año por dificultades que sostuvo con el propio presidente. Decepcionado, regresó a España ―aunque en Europa estaba librándose la Primera Guerra Mundial (1914-1918), España era neutral―. En Madrid publicó su último libro, Plus ultra, o la raza hispana ante el conflicto europeo.
En Barcelona nació su tercer hijo, Luis.
En Europa, Fernández Güell ve de cerca la Primera Guerra Mundial y, de acuerdo con su carácter, «nada en contra de la corriente» porque, mientras las mayorías simpatizaban con los Aliados (Francia, Inglaterra y los Estados Unidos), él se declara seguidor de las políticas del káiser Guillermo II, el último emperador alemán. En su obra Plus ultra, se queja amargamente de que España y América Latina han sufrido por culpa de las potencias aliadas a lo largo de la historia. El prólogo del libro fue escrito nada menos que por el escritor español Jacinto Benavente, quien estaba de acuerdo con las hipótesis expuestas por el autor. En Costa Rica, mientras tanto, el gobierno constitucional de su examigo Alfredo González Flores había sido derrocado por su amigo Federico Tinoco Granados, que se mantuvo en el poder de manera ilegítima (de facto).

### Diputado y constituyente
Rogelio Fernández regresó a Costa Rica el 28 de marzo de 1917. Fue elegido diputado durante el Gobierno de su amigo Tinoco. Tinoco lo nombra entre los constituyentes que redactarán una nueva Constitución de Costa Rica. Analizando la situación, Fernández cree que el nuevo gobierno será beneficioso para los costarricenses, precisamente por el gran apoyo que le dan al dictador militar. Hay que tomar en cuenta también que la esposa de Tinoco, María Fernández le Cappellain, era pariente cercana de Rogelio. Durante la elaboración de la Constitución política entró en discusión la pena de muerte; el tema toca una fibra demasiado sensible en Fernández. El 6 de mayo de 1917, cientos de josefinos se manifestaron a favor de los diputados Rogelio Fernández y José Astúa Aguilar. Afortunadamente gana la postura de ellos, y Costa Rica dejará de ajusticiar a los presos para siempre. En cambio fue rechazado el voto directo para elegir a los gobernantes, lo cual indigna a Fernández, que decide retirarse de la asamblea. Hace ver su disconformidad desde el diario El Imparcial:

El alma de las instituciones republicanas, es indudablemente el sufragio. El edificio de las modernas democracias descansa en esta función; es su piedra angular. Quitad el sufragio y se desplomará la República; restringidlo en determinado sentido, y crearéis la aristocracia que degenerará en oligarquía. Reglamentadlo, purificadlo, haced que sea la expresión genuina de la voluntad popular, de la conciencia pública, y habréis no solo salvado, sino ennoblecido a la Nación.
Rogelio Fernández Güell

El Gobierno de Tinoco no le perdonaría jamás esa afrenta.
El 9 de mayo de 1917, Fernández Güell fue iniciado en la logia masónica Hermes 7, de la ciudad de San José.
El 24 de julio de 1917 Tinoco clausuró el periódico El Imparcial.

### Contra la dictadura de Tinoco

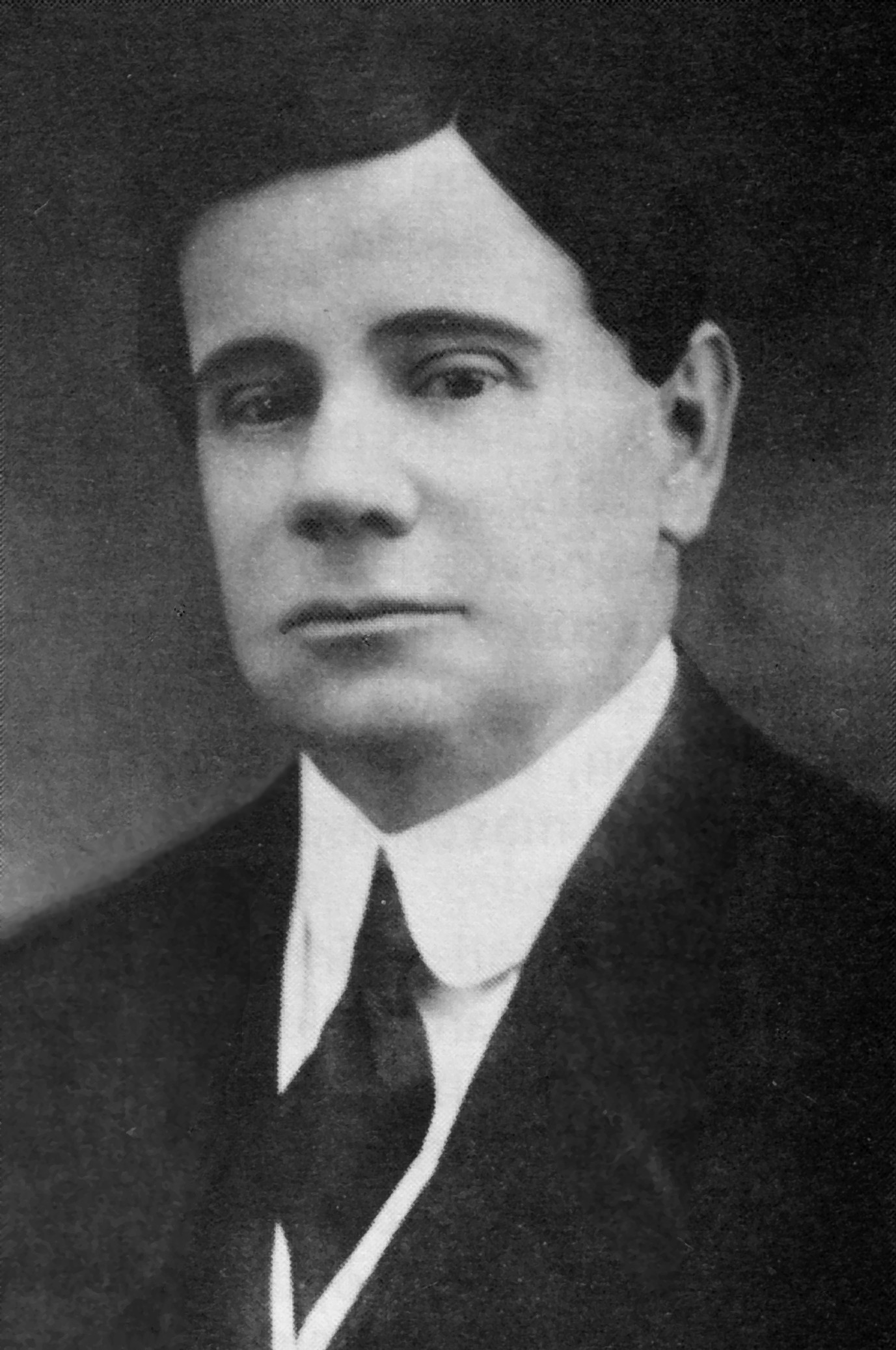
El dictador costarricense Federico «Pelico» Tinoco Granados.

El régimen de Federico «Pelico» Tinoco Granados declaró una ley de policía que anuló el derecho de reunión, la libertad del pensamiento y demás garantías expresadas en la Constitución. La dictadura se consolidaba con el paso de los días. Para colmo de males, el 25 de julio de 1917, Pelico Tinoco cerró el periódico El Imparcial, el único tabloide que criticaba con firmeza al dictador.
El 23 de octubre de 1917 un atentado con bomba destruye el cuartel general militar de Tinoco.
El 10 de noviembre de 1917, el Inspector de Hacienda, coronel Samuel Santos, emitió una lista de doce enemigos del Gobierno que había que apresar «a como hubiera lugar». Entre ellos estaba Rogelio Fernández Güell y sus hermanos.
A partir de ese momento, comienza la parte más dura de la existencia de Fernández Güell. Toda su vida es un claro ejemplo de las dificultades que genera el enfrentamiento contra los poderosos; primero, fue enemigo de Ricardo Jiménez; posteriormente de Alfredo González Flores; y por último, del peor de todos: su amigo Federico Tinoco Granados, quien traicionó su amistad, cerró su periódico y lo persiguió por toda Costa Rica hasta asesinarlo. Rogelio Fernández pasó de la letra muerta a la acción viva, porque eligió el camino de la subversión, de la guerrilla, en la que tuvo poquísimo apoyo.
Aun con la policía pisándole los talones, escribió algunas obras más, como el poema «La leyenda del cíclope» y el romance Lola. Su último trabajo lo llamó Testamento literario, donde se queja de le hubiese gustado reunir toda su producción escrita, desparramada en periódicos y revistas de Costa Rica, España y México. No lo pudo hacer. Nadie ha podido hacerlo hasta el momento. Su autodefinición la dice de esta manera:

En resumen: he escrito mucho; he proyectado más; y solo lamento desaparecer antes de haber hecho algo que valiera la pena.
Rogelio Fernández Güell

Huyó entre las casas de sus amigos, lo ayudan, lo socorren. La policía no desmaya en su búsqueda. Los sacerdotes españoles de Curridabat (aldea en el este de San José), que detestan a Tinoco, le dan posada, le prestan una sotana para que escape disfrazado. Un comerciante español, José Raventós, le entrega armas a él y a otros revolucionarios. Fernández Güell comanda a una gavilla de dieciséis hombres sin experiencia de guerra, que están decididos a enfrentarse con el ejército que apoya a Tinoco. Asaltan el tren en la estación central de San José y parten hacia Puntarenas. A la altura de Río Grande de Atenas, el Gobierno fue informado por el agente del ferrocarril, por medio de un telégrafo que tenía oculto en su casa. En el trayecto, Fernández Güell capturó dos trenes más y el convoy se componía de cuatro trenes, hasta que la primera máquina se descarrila por la velocidad que llevaban. Roberto Tinoco, hermano del dictador, los alcanza con un grupo de soldados y se enfrascan en un tiroteo. Rogelio Fernández, con un grupo de leales, logra huir. Se entera de que hay nuevos levantamientos populares en Turrialba, San Ramón, Santa Ana, Escazú y en las aldeas de  Ochomogo y Quircot en San Nicolás de Cartago.

## Asesinato
Los prófugos decidieron escapar a la zona sur, hacia Panamá. Esquivando el camino principal (que corre paralelo a la costa del océano Pacífico), durante 20 días a pie y a caballo recorrieron más de 500 kilómetros. El viernes 15 de marzo de 1918 llegan a la aldea de Buenos Aires –un caserío de apenas 11 casas y 60 ranchos de paja en el sur de Costa Rica, muy cerca de Panamá, a más de 200 km de San José,– sin saber que el jefe político del cantón de Osa tiene órdenes de capturarlos cuando pasaran por el lugar. De esta manera, fueron esperados sin que ellos lo supieran. Cincuenta hombres bien armados, llegados de la ciudad de San José, esperaron a Fernández y sus amigos. El tiroteo dio inicio. Joaquín Porras puso un pañuelo blanco en su rifle, pero aun así, recibió una descarga de los fusiles. Salvador Jiménez también cayó y a Rogelio Fernández Güell le destrozaron una rodilla de un balazo de fusil. Patrocinio Araya –uno de los tinoquistas– lo descubrió tirado en el suelo y Fernández Güell le grita: «¡Si me matás sos un cobarde!». El hombrecillo al servicio de los Tinoco le dio un tiro en la garganta; después lo remató con cuatro balazos más. Una vez consumada la carnicería, los soldados despojan de sus pocos bienes a los cadáveres; a Fernández le quitan el reloj y quinientos colones. 
El periodista y maestro salvadoreño Marcelino García Flamenco (1888-1919) daba clases en un rancho que fungía como escuela. Sus alumnos eran campesinos e indios chiricanos, descalzos. Cuando empezó a escuchar los tiros, Marcelino García suspendió la clase. Ocultó a los niños en la casa del cura católico, y un vecino le contó que habían baleado a Rogelio Fernández Güell y a sus acompañantes Carlos Sancho, Jeremías Garbanzo y Ricardo Rivera. Marcelino García se dirigió al lugar. Los asesinos le permitieron tomar apuntes, porque «de estos sucesos es bueno que el público se entere detalladamente» (como le dijo uno de los criminales, para generar terror en la población).

Estaban atrozmente heridos a bala y los dos primeros [Rogelio Fernández Güell y Carlos Sancho] tenían de tal manera destrozado el cráneo [...].
Marcelino García Flamenco

Uno de los criminales, un policía, al enterarse de que Marcelino García era salvadoreño, le pidió que le cantara una cumbia salvadoreña para celebrar el asesinato. García le recordó que él era un maestro de escuela y un hombre civilizado, y no podía tolerar a aquella banda de canallas desenfrenados.
Al día siguiente, Marcelino García enseñó a sus alumnos el horror que implicaba el asesinato; criticó a la obediencia ciega que mueve a algunos hombres, que se convierte en deshonra al asesinar, y les leyó un artículo contra la pena de muerte escrito por Rogelio Fernández Güell y que él guardaba con cariño en un libro de recortes del periódico. Luego fue con los alumnos al cementerio y les llevó flores a los muertos y colocó cruces a las tumbas. Al cabo de una semana, García Flamenco fue obligado a unirse al ejército, por lo que cerró la escuelita. A los pocos días pudo desertar y huir a Panamá.
A partir del asesinato de Fernández Güell, García Flamenco decidió luchar con las armas contra la dictadura de Tinoco. Será también asesinado –quemado vivo con queroseno– en la aldea de La Cruz el 19 de julio de 1919.
En el marco del levantamiento contra los Tinoco, el 31 de mayo de 1918 falleció en Atenas Ricardo Rodríguez Elizondo (49), sacerdote católico de la aldea, debido a dos palizas propinadas en la cárcel de San José por haber sido acusado de ser uno de los instigadores una revuelta contra la dictadura.

### Sepultura y Homenaje Masónico
Cinco años después de que los Tinoco huyeron hacia París –Federico enfermo de sífilis, que le había hecho caer todo el cabello,– los restos de Rogelio Fernández y sus compañeros abatidos por las balas de la dictadura, fueron trasladados a San José por iniciativa de los maestros y obreros. Se les rindió homenaje póstumo en la Catedral Metropolitana, con la presencia del entonces presidente de la República, don Julio Acosta García (1872-1954). Fueron sepultados en un mausoleo del Cementerio Central y algún tiempo después se le agregaron los restos de otro héroe, Marcelino García Flamenco (1888-1919), el maestro que denunció el crimen de Buenos Aires.
En una nota histórica importante debemos recordar de Rogelio Fernández Güell fue incicado en la Masonería Regular en la Logia Hermes N.º 7 de la Gran Logia de Costa Rica (1899). Al respecto vemos la nota histórica del historiador Tomás Federico Arias:

Por último, en 1920 y por medio del decreto N.º 79 Colección de Leyes yDecretos de 1920, 1921, pp. 148-150), el Poder Legislativo de Costa Rica ordenóla exhumación de las osamentas de Rogelio Fernández Güell y sus partidarios asesinados en 1918 (Ricardo Rivera C., Jeremías Garbanzo A., Salvador Jiménez A., Joaquín Porras Q.y Carlos Sancho J.), así como la construcción de un mausoleo en el Cementerio General de la capital para que albergase los restos de dichos personajes revolucionarios. Pero, sería hasta 1923 y por disposición del decreto N.º 47(Colección de Leyes y Decretos de 1923, 1923, pp. 82-83), cuando, efectivamente, los restos se enviaron a San José, siendo trasladados al camposanto de esa capital, en donde, el 15 de marzo (cinco años exactos después de su muerte), fueron inhumados en el mausoleo de la logia masónica Hermes N.º 7. (Zamora Hernández y Quesada Vanegas, 2009, p. 100).

Lo anterior por cuanto, desde septiembre de 1917, Fernández Güell había sido iniciado como masón en esa logia (Obregón Loría, 1950, p. 111 y Logia Hermes N.º 7, 2001, p. 34).
Asimismo, en dicha tumba se depositaron, en 1924, los restos del ya citado maestro salvadoreño Marcelino García F., quien fue muerto en julio de 1919 (Monge Alfaro, 1955, p. 261) cuando integró el Ejército Revolucionario del Sapoá. (Tomás Federico Arias, Las Repúblicas de México y Costa Rica durante la Revolución Mexicana (1910-1920) Revista Estudios, (29), 2014, 1-34.Tomado el 15 de diciembre de 2015: http://revistas.ucr.ac.cr/index.php/estudios/article/viewFile/17815/17367).

## Obras
- Antes de 1907: Los Andes y otros poemas (poesía);
- 1911: Lux et umbra (novela). México: Tipografía Artística, 1911[2]
- 1918: Lola. Romance de costumbres nacionales (novela). San José: Imprenta y Librería Alsina, 1918;[2]
- 1910: El moderno Benito Juárez. Estudio sobre la personalidad de Francisco I. Madero (ensayo). San José: Editorial Costa Rica, 1973;[11]
- 1912: Psiquis sin velo (doctrinas esotéricas);
- 1912: Tratado de filosofía esotérica (ensayo);
- 1914: Verdaguer[7] y su obra (ensayo, conferencia en San José);
- 1915: Episodios de la Revolución mexicana (crónica). San José: Imprenta y Librería Alsina, 1915.
- 1915: La clave del génesis (ensayo);
- 1917: Plus ultra (ensayo);
- 1918: Poesías;
- 1918: La Revolución Mexicana. Episodios (ensayo). San José: Editorial Costa Rica, 1973;[11] .[2]
- 2018: Episodios de la Revolución mexicana (crónica). Ed. y estudio preliminar de Beatriz Gutiérrez Mueller, Puebla / México: Ediciones del Lirio /BUAP. ISBN BUAP: 978-607-525-436-4.

## Legado

### Agravio al dictador Tinoco
En 2009, el diputado Alberto Cañas Escalante, Presidente de la Asamblea Legislativa, pidió que quitaran el retrato del dictador Tinoco de la Sala de Expresidentes de la República –ubicada en el Congreso, en San José,– y para sorpresa de muchos, hubo tres parlamentarios que consumieron más de tres horas con sus discursos en el Plenario legislativo, para defender al régimen sanguinario de los hermanos Tinoco. Abelardo Bonilla, en su ensayo Abel y Caín en el ser histórico de la nación costarricense, donde argumenta que en Costa Rica no hay héroes y si los hubiera, el costarricense se encarga de despojarlos de toda su grandeza.

Es hora de que rescatemos del olvido a Rogelio Fernández Güell y honremos su memoria. [Fue] Uno de los constructores de la democracia patria y uno de los pocos mártires de nuestra causa republicana. ¡Un artista de la pluma y uno de los quijotes de nuestra tierra!
Eduardo Oconitrillo García

### Nombre de la Avenida Central de San José
La Avenida Central de la ciudad de San José lleva el nombre de Rogelio Fernández Güell. En una de las esquinas puede verse una minúscula placa, sin ninguna explicación o dato biográfico.

### Biografía
El escritor Eduardo Oconitrillo García escribió una biografía de Rogelio Fernández Güell.
La escritora Beatriz Gutiérrez Müller publicó una biografía suya en Dos revolucionarios a la sombra de Madero. La historia de Solón Argüello Escobar y Rogelio Fernández Güell y ha realizado varios estudios sobre su obra periodística, diplomática, espírita, política y como dirigente político. Algunas de estas son: «Madero, ¿un santo? Hagiografía espírita liberal en un escrito de Rogelio Fernández Güell, de 1911», Revista Estudios Universidad de Costa Rica, No. 35 diciembre de 2017-mayo 2018, pp. 131-154. ISSN: 1659-3316; «Un cercano amigo de Francisco I. Madero», en Temas de Nuestra América. Revista de Estudios Latinoamericanos, Vol. 33, No. Extraordinario «Exilio y presencia: Costa Rica y México en el siglo XX», coord. Mario Oliva Medina y Laura Beatriz Moreno Rodríguez, EUNA/Cátedra del Exilio/Universidad Nacional de Costa Rica, 2017. ISSN 0259-2339; Rogelio Fernández Güell. Política, poética, testimonio y heroísmo (1883-1918), ed. Beatriz Gutiérrez y Laura Beatriz Moreno, Heredia, Universidad Nacional de Costa Rica, 2021. ISBN 978 9977 65 556 7; “Episodios de la Revolución mexicana, de Rogelio Fernández Güell. Un testigo de primera línea del ascenso, apogeo y descenso del maderismo”, en Rogelio Fernández Güell. Política, poética, testimonio y heroísmo (1883-1918), coord. Beatriz Gutiérrez Mueller y Laura Beatriz Moreno, Heredia, Universidad Nacional de Costa Rica, 2021. ISBN 978 9977 65 556 7
En Ciudad Colón –15 km al oeste de San José– se encuentra el Centro Educativo Rogelio Fernández Güell.
En Buenos Aires –la localidad donde fue asesinado, unos 200 km al oeste de San José– se encuentra la escuela Rogelio Fernández Güell.